# Annika Becker
Annika Becker (née le 12 novembre 1981 à Rotenburg an der Fulda) est une athlète allemande spécialiste du saut à la perche.

## Carrière
Championne d'Europe junior 1997, et deuxième des Championnats du monde juniors 1998, Annika Becker se distingue en juillet 2002 en franchissant une barre à 4,77 m lors du meeting de Wattenscheid, signant la meilleure performance de sa carrière en plein air. Elle remporte en fin de saison la Coupe du monde des nations de Madrid devant la Russe Svetlana Feofanova. Vainqueur de la Coupe d'Europe 2003, elle parvient à monter sur la deuxième marche du podium des Championnats du monde de Paris avec un saut à 4,70 m, derrière Feofanova et devant Yelena Isinbayeva. 
En 2005, elle délaisse le saut à la perche au profit du saut en longueur, puis met un terme à sa carrière à l'issue de la saison 2006.

## Records personnels
- 4,77 m (extérieur)
- 4,68 m (en salle)

## Palmarès
| Date | Compétition                    | Lieu              | Place | Marque |
| ---- | ------------------------------ | ----------------- | ----- | ------ |
| 1997 | Championnats d'Europe junior   | Ljubljana         | 1re   |        |
| 1999 | Championnats d'Europe junior   | Riga              | 2e    |        |
| 2000 | Championnats du monde junior   | Santiago du Chili | 2e    |        |
| 2002 | Championnats d'Europe en salle | Vienne            | 4e    |        |
| 2002 | Championnats d'Europe          | Munich            | 5e    |        |
| 2002 | Coupe du monde des nations     | Madrid            | 1re   |        |
| 2003 | Championnats du monde en salle | Birmingham        | 5e    |        |
| 2003 | Championnats du monde          | Paris             | 2e    |        |
| 2003 | Finale mondiale                | Monaco            | 6e    |        |